# Synowie, czyli po moim trupie!
Synowie, czyli po moim trupie! – polski serial komediowy w reżyserii Krzysztofa Jaroszyńskiego, emitowany od 2 października do 18 grudnia 2009 w Polsacie.

## Obsada
- Paweł Wawrzecki – jako Roman Średnicki
- Michał Rolnicki – jako Darek
- Marcin Rój – jako Michał
- Piotr Ligienza – jako Kuba
- Agata Kulesza – jako Lucyna Dobrowolska
- Krzysztof Stelmaszyk – jako prezes Zdzisław Bukat, ojczym Kuby
- Beata Ścibakówna – jako Irena Bukat, matka Kuby
- Tomasz Sapryk – jako Wigoń
- Jerzy Bończak – jako proboszcz
- Jerzy Kryszak – jako trener Okoń
- Wiktor Zborowski – jako Maksymilian Krygielski, odźwierny Bukata
- Władysław Grzywna – jako Cznadel

Gościnnie
- Anna Prus – jako Wiola (odc. 1, 3, 5, 6)
- Andrzej Niemirski – jako redaktor radia Płotka (odc. 2)
- Agnieszka Wagner – jako Renata, rozwódka z dzieckiem (odc. 9, 10, 12)
- Anna Przybylska – jako Zuzia (odc. 11, 12)
- Magdalena Krupa – jako Ewa, siostra Zuzi (odc. 11, 12)
- Krzysztof Kowalewski – jako pułkownik Ryszard Chrom (odc. 1 i 2)
- Agata Załęcka – jako Iga (odc. 1, 2, 4–7, 9, 12)
- Andrzej Mastalerz – jako kierowca Bukata (odc. 1–3, 6, 7, 9)
- Ilona Chojnicka – jako Tosia, siostrzenica Maksa (odc. 10–12)
- Justyna Ekert – jako Rachel Białystok (odc. 11, 12)
- Karolina Chapko (odc. 6)

## Opis fabuły
Serial Synowie, czyli po moim trupie! to komedia obyczajowa z elementami farsy, która przedstawia, niekiedy w krzywym zwierciadle, relacje samotnego ojca z dorosłymi synami. Jest to historia czterech mężczyzn: ojca, właściciela pubu, oraz jego trzech synów. Roman Średnicki (Paweł Wawrzecki) jest wdowcem i podwójnym rozwodnikiem. Z każdego związku ma syna. Michał (Marcin Rój), najstarszy z całej trójki został księdzem. Ulubieńcem Romana jest Darek (Michał Rolnicki), średni syn – piłkarz, napastnik pierwszoligowej drużyny. Najmłodszy Kuba (Piotr Ligienza) to początkujący biznesmen, bardzo uzależniony od ojczyma milionera Zdzisława Bukata (Krzysztof Stelmaszyk). Trzej synowie, mimo że z różnych matek, żyją w wielkiej zażyłości i niejednokrotnie ratują się wzajemnie z opresji.
Cała trójka szuka dla ojca kolejnej partnerki. W wyniku małego nieporozumienia, Roman zatrudnia piękną, lecz flegmatyczną kelnerkę Lucynę Dobrowolską (Agata Kulesza). Lucyna ma nadzieję zostać kolejną żoną Romana, on jednak nie dostrzega jej starań.
Każdy z odcinków jest zamkniętą opowieścią składającą się z dwóch, splatających się ze sobą wątków.

## Lista odcinków
1. Derby stolicy
2. Niebezpieczne zdjęcie
3. Fatalny widok
4. Zaginiona przesyłka
5. Jak się pozbyć Violi?
6. Kto udaje księdza?
7. Bitwa o szal
8. Gdzie jest skarb?
9. Każdy ma romans
10. Wykradziona tajemnica
11. Pusykat
12. Skarb!